# Rod Modell
Rod Modell (né le 22 juillet 1969 à Détroit, dans le Michigan) est un producteur et disc jockey américain de techno. Il est membre de plusieurs projets musicaux (cv313, DeepChord, Echospace, Our Lady of the Flowers, Shorelights, Waveform Transmission).

## Biographie
Modell est né le 22 juillet 1969 à Détroit, Michigan. Il collabore avec Mike Schommer, ce qui donne lieu à l'enregistrement de leur musique sous le nom de Deepchord et à la création d'un label homonyme. Deepchord n'est connu que sous le nom de Rod Modell, Mike Schommer n'en faisant plus partie depuis 2002. Le style musical de Deepchord est décrit comme de la dub techno, combinant la lignée minimaliste de Basic Channel et la tradition techno de Détroit.
Outre Deepchord, Modell est surtout connu pour ses collaborations avec Stephen Hitchell ; la musique de leur travail est publiée sous les noms de cv313 et Echospace, et ils se produisent également ensemble. Modell a également collaboré avec Mike Huckaby. 
En 2015, il sort l'album Ultraviolet Music. En 2019, Rob publie l'album Captagon en 2019, puis plus tard son album Ghost Lights en 2023.

## Discographie

### Albums studio
- 1998 : The Autonomous Music Project (Rod Modell)
- 2005 : Electromagnetic-Etheric Systems Approach (Rod Modell)
- 2006 : Altering the Air (Global Systems Silently Moving)
- 2007 : Incense and Black Light (Rod Modell)
- 2007 : Plays Michael Mantra (Rod Modell)
- 2011 : Hash-Bar Loops (DeepChord)
- 2012 : Sommer (DeepChord)
- 2013 : 20 Electrostatic Soundfields (DeepChord)
- 2014 : Lanterns (DeepChord)
- 2015 : Ultraviolet Music (DeepChord)
- 2016 : Mediterranea (Rod Modell)
- 2016 : Shibuya Hypnagogia (A601-2)
- 2017 : Dawn, Dusk, and Darkness (Rod Modell)
- 2017 : Auratones (DeepChord)
- 2018 : Immersions (DeepChord)
- 2019 : Captagon
- 2023 : Ghost Lights

### EP
- 2003 : Kettle Point (Rod Modell)
- 2004 : Sacred Geometry (Rod Modell)
- 2012 : Summer Night Versions (DeepChord)
- 2017 : Northern Shores (DeepChord)
- 2017 : Campfire (DeepChord)